# Рухшона
Рухшона (узб. Ruxshona), настоящее имя — Маткаримова Рухшона Тойир қизи (узб. Matkarimova Ruxshona Toyir qizi; род. 21 марта 1994 года) — узбекская певица, актриса и телеведущая.

## Биография
Рухшона родилась 21 марта 1994 года в Ташкенте. В 2010 году Рухшона участвовала в музыкальном проекте медиа-компании Akfa. С 2007 по 2010 год училась в Республиканском эстрадно-цирковом училище. С 2019 года по настоящее время — студентка Университета журналистики и массовых коммуникаций. В 2014 году Рухшона вышла замуж за кинорежиссёра Санжара Маткаримова. В 2015 году у Рухшоны родилась дочь Хабиба. В следующем 2016 году у неё родился сын Шукурбек.

## Карьера

### Певческая карьера
Рухшона начала свою певческую карьеру в 2010 году. Первый сингл Рухшоны «Yuragim» стал хитом в Узбекистане, и она приобрела известность в поп-культуре. Вслед за успехом «Yuragim» в 2011 году Рухшона выпустила свой первый альбом Azizim. Альбом стал одним из самых продаваемых альбомов года. В 2011 году спела дуэтом с известным певцом Авраамом Руссо.
Второй альбом Рухшоны Joni-joni вышел в 2013 году. Первый сингл альбома «Vatan» вышел на радиоканалах и был хорошо принят поклонниками. Хитами стали и такие синглы, как «Shekilli», «Yana Yana», «Rumbaka», «Unutma meni». У Рухшоны более 60 оригинальных песен и более 25 клипов.

### Актёрская карьера
Рухшона исполнила главные роли в нескольких узбекских фильмах. «Шомурод ва Дурдона», в которой Рухшона сыграла главную роль, преуспела в прокате, и Рухшона получила положительные отзывы за свою роль. Также она сыграла главную роль в узбекском фильме 2011 года «Няньки». Саундтрек к фильму «Современные сваты» исполнила сама Рухшона. Рухшона сыграла в популярном среди узбеков фильме «Нежданный звонок».

## Дискография

### Студийные альбомы
- Azizim (2011)
- Joni-joni (2013)

## Музыкальное видео
| Год  | Песня                                           | Режиссёр           |
| ---- | ----------------------------------------------- | ------------------ |
| 2010 | «Yuragim»                                       | Рустам Муродов     |
| 2010 | «Sog’indim yana» (feat. Bojalar and Sirojiddin) | Рустам Джамолов    |
| 2010 | «Azizim»                                        | Рустам Муродов     |
| 2010 | «Chegaralar bormi» (feat. Bojalar)              | Сарвар Исаев       |
| 2010 | «Qachondir»                                     | Ёдгор Носиров      |
| 2010 | «Seni deya» (feat. Sirojiddin)                  | Мурод Содиков      |
| 2011 | «Zamonaviy sovchilar»                           | Джонрид Сагиев     |
| 2011 | «Seni sevaman» (feat. Зиёда Кобилова)           | Джасур Шаметов     |
| 2011 | «Soy bo’yida»                                   | Ёдгор Носиров      |
| 2011 | «Xizmat doirasidan tashqarida»                  | Джахонгир Ахмедов  |
| 2011 | «Yur»                                           | Сарвар Каримов     |
| 2012 | «Благодарю» (feat. Авраам Руссо)                | Мирмаксуд Охунов   |
| 2012 | «Imkon bo’lmasa»                                | Сарвар Каримов     |
| 2012 | «Sevasan mani»                                  | Сарвар Каримов     |
| 2012 | «Suesen meni»                                   | Сарвар Каримов     |
| 2012 | «Bir kun»                                       | Дильмурод Масаидов |
| 2012 | «Yaqining bo’lay»                               | Сарвар Каримов     |
| 2012 | «Не играй»                                      | Сарвар Каримов     |
| 2013 | «Kabutar»                                       | Сарвар Каримов     |
| 2013 | «Vatan»                                         | Джонрид Сагиев     |
| 2013 | «Joni-joni»                                     | Джонрид Сагиев     |
| 2013 | «Yalla»                                         | Джонрид Сагиев     |
| 2014 | «Shekilli»                                      | Санжар Маткаримов  |
| 2015 | «Hayot»                                         | Санжар Маткаримов  |
| 2015 | «Жизнь»                                         | Санжар Маткаримов  |
| 2016 | «Rumbaka»                                       | Санжар Маткаримов  |
| 2017 | «Yurakkinam»                                    | Санжар Маткаримов  |

## Фильмография
Это упорядоченный в хронологическом порядке список фильмов, в которых снималась Рухшона.
| Год  | Фильм                                       | Роль    | Источник |
| ---- | ------------------------------------------- | ------- | -------- |
| 2010 | Shomurod va Durdona (Шамурад и Дурдана)     |         |          |
| 2010 | Bekorchilar (Бездельник)                    |         |          |
| 2010 | Borilar-3 Oxirgi qarz (Волки-3)             | Рухшона | [ 12 ]   |
| 2011 | Uchrashuv (Свидание)                        | Рухшона |          |
| 2011 | Zamonaviy sovchilar (Современные сваты)     | Рухшона | [ 13 ]   |
| 2011 | Enagalar (Няньки)                           | Нозима  |          |
| 2011 | Nafrat (Ненавидеть)                         |         |          |
| 2012 | Andijonlik mehmon (Гость из Андижана)       | Назокат |          |
| 2012 | Kutilmagan qongiroq (Нежданный звонок)      | Асал    |          |
| 2012 | Xizmat doirasidan tashqarida (?)            | Гули    |          |
| 2013 | Bekorchilar makoni (Место для бездельников) | Карина  |          |
| 2014 | Zamonaviy sovchilar 3 (Современные сваты 3) | Рухшона | [ 14 ]   |